# Thamnochortus pulcher
Thamnochortus pulcher là một loài thực vật có hoa trong họ Restionaceae. Loài này được Pillans miêu tả khoa học đầu tiên năm 1942.